# Слива Фенцлева
Слива Фенцлева, мигдаль Фенцлів (Prunus fenzliana) — вид квіткових рослин із підродини мигдалевих (Amygdaloideae).

## Біоморфологічна характеристика
Це колючий листопадний кущ близько 150 см у висоту. 

## Поширення, екологія
Ареал: Іран, азійська Туреччина, Вірменія, Азербайджан. Населяє кам'янисті схили гір і вкриті щебенем уламки передгір'їв; на висоті до 1500 м в ялівцевих лісах. 

## Використання
Рослина збирається з дикої природи для місцевого використання в якості їжі. Плоди їдять сирими й приготовленими. З листя можна отримати зелений барвник. З плодів можна отримати барвник від темно-сірого до зеленого. Prunus fenzliana належить до первинного генофонду мигдалю (Prunus dulcis) і вторинного генофонду персика (Prunus persica), тому його можна використовувати як донора генів для покращення врожаю.